# ダチョウ革

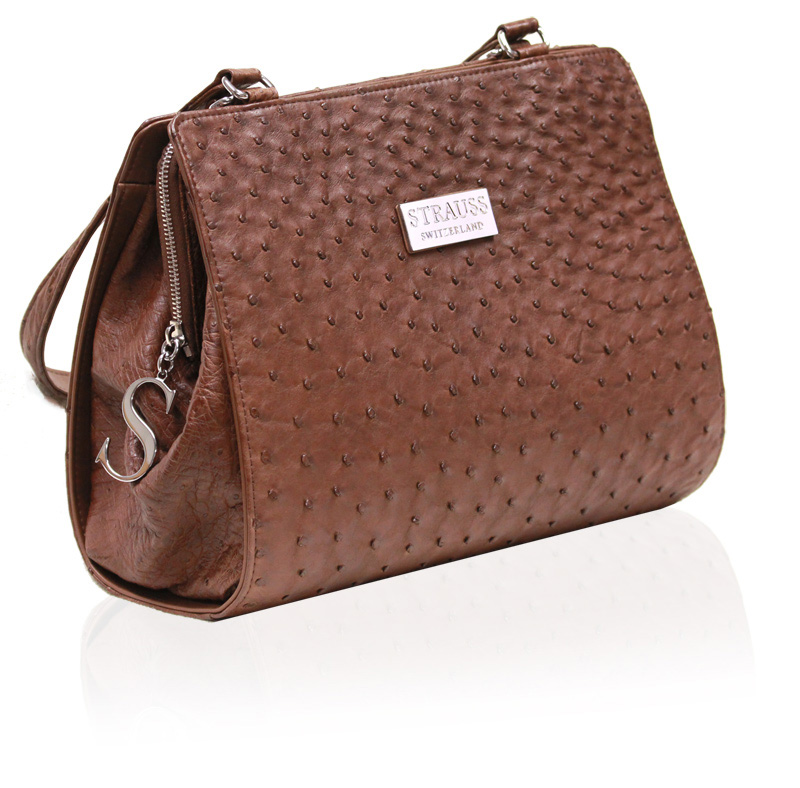
ダチョウ革製バッグ

ダチョウ革（ダチョウかわ、駝鳥革）は、飼育されたダチョウから取られた皮を鞣した革である。ダチョウの英名からオーストリッチとも呼ばれる。ダチョウ革は隆起（羽毛を抜いた後の丸みのある突起した軸痕、クイルマーク）のパターンが独特で、滑らかな表面に様々な密度で拡がっている。脚部の革はレッグまたはオーストレッグと呼ばれ、模様は爬虫類の鱗に似る。
仕上げには、クイルマークと皮を同じ色で染めるクラシックフィニッシュと、クイルマークを強調したサドルフィニッシュがある。
最初の商業飼育は1850年に南アフリカで始まったものの、南アフリカのダチョウ産業は第一次世界大戦後に、流行っていた帽子や軍服でのダチョウ羽根の需要が落ち込んだことで崩壊した。
ダチョウ革の生産は、皮なめし工場が現地に設置された後に始まった。ダチョウ革はヨーロッパのオートクチュールに衝撃を与え、米国では1970年代にカウボーイブーツに広く使われるようになった。需要は1980年代に最大となった。アパルトヘイトに対する貿易制裁、ダチョウ革をKKLKという南アフリカ企業だけが生産していたことなどによって、1993年にアパルトヘイトが終わるまで市場への供給量が人為的に制限されていた。その後、南アフリカ政府は家畜の輸出を開始し、その他の国が自国でダチョウを飼育することが可能になった。
2003年には世界でわずか50万羽のダチョウしか商業的に飼育されていないと推定され、そのうちおよそ35万羽が南アフリカで飼育されていた。ダチョウ革はエキゾチックレザーと見なされる（他はクロコダイル、ヘビ、トカゲ、ラクダ、エミューなど）。世界のエキゾチック皮市場においてダチョウ皮が貿易量の点では最大である。

## 特徴

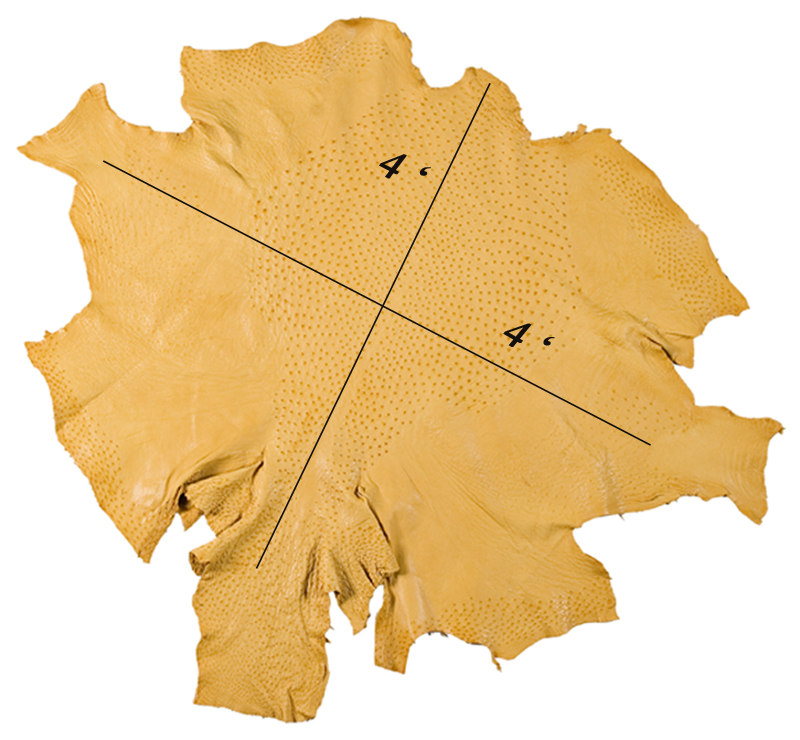
鞣されたダチョウの皮。スケールバーの長さは4フィート（約1.2メートル）。

ダチョウ革は見た目が独特で、皮の中央に局在した隆起が特徴である。これらの隆起を持つ部分は「クラウン」と呼ばれる。クラウンはダチョウの首と体の繋ぎ目の背部の皮である。隆起は羽根が育つ毛包である。ダイヤモンド形のクラウンの左右の皮はかなり滑らかである。皮全体のわずか3分の1ほどしかこのクイルマークを持たない。クラウンは最も需要の多い部分であり、皮の中での面積も小さいため、「フルクイル（クイルマークを全体に持つ）」のダチョウ革は牛革と比較してかなり高価である。加えて、最も強度がある商業皮革の1つであることから、ダチョウ革は贅沢品と見られる。

## 革
その他のエキゾチック動物の皮と同様に、ダチョウの皮は牛や馬の皮と比較すると面積が小さく、面積当たりの毛包の数によってランク付けされる。ダチョウ皮は加工のために最も広く面積を残せるような特有の方法で処理される。工程は30以上ある。処理は小さな単位、バッチで行われ、鞣し時間も長く、技術を要するため経費が増大し、贅沢品となる。

### 大きさ
ほとんどの使い道で問題なく使えるようなダチョウ皮の平均的な大きさは1.5 m2ほどである。皮の大きさと厚さ、そして毛包の発達は屠殺される時点でのダチョウの成長具合に影響される。

## 使用

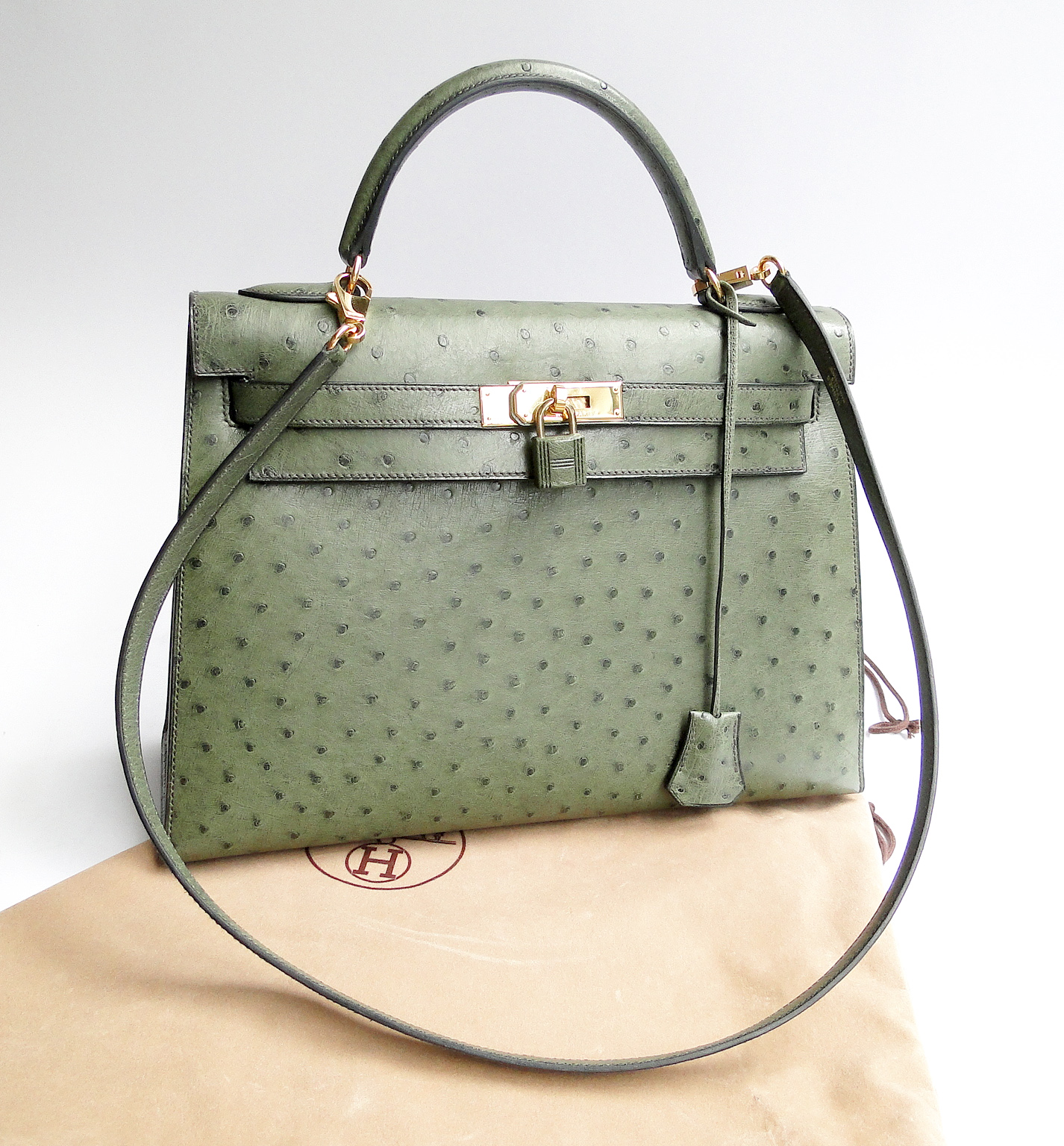
ダチョウ革製バッグ

伝統的に、流行がダチョウ革の需要をかき立ててきた。ファッションハウスはダチョウ革を長年ハンドバッグにうまく使用した。ほとんどのデザイナーブランドは少なくとも1つのダチョウ革製ハンドバッグを持っている。履物、特にブーツでもダチョウ革は使われる。ほとんどあらゆるブーツメーカーがオーストリッチを使用し、オーストリッチブーツに対する需要は他のダチョウ革製品よりも高い。ベルトもダチョウ革が使われる服飾品である。ほとんどのオーストリッチブーツはそろいのオーストリッチベルトと一緒に購入される。その他、靴、財布、ジャケットでも使われる。